# Le ciel n'est pas à vendre
Pour plus de détails, voir Fiche technique et Distribution.
Le ciel n'est pas à vendre (titre original : Der veruntreute Himmel) est un film allemand réalisé par Ernst Marischka, sorti en 1958.
Il s'agit de l'adaptation du roman Le Voleur de ciel de Franz Werfel, publié en 1939.

## Synopsis
Le film commence par des funérailles : la cuisinière de Bohême Teta Linek est morte lors de son pèlerinage à Rome et est maintenant enterrée dans le cimetière teutonique. Un retour en arrière explique comment cela s'est produit :
Pour Teta Linek, la vie sur terre n'est qu'une préparation plus ou moins longue à la vie éternelle au paradis. Elle fait tout pour que ce vœu se réalise un jour. Elle se consacre entièrement à son unique neveu Mojmir. Après lui avoir financé avec une bonne éducation scolaire, elle paie également le coût du séminaire et les montants en augmentation constante pour les besoins personnels du jeune homme. Elle n'attache pas une grande importance au maintien d'un contact personnel avec lui, mais se satisfait d'une correspondance animée. Pour s'assurer le ciel, elle paie ses factures et continue de payer ses dettes. Elle même vit extrêmement modestement.
De nombreuses années s'écoulent avant que Teta apprenne de son neveu qu'il est maintenant ordonné et qu'il reprendra la paroisse de Hustopec. Maintenant, elle décide d'emménager avec lui et quitte son emploi de femme de ménage. Dès son arrivée, elle remarque que son neveu la trahissait depuis des décennies.
Afin de retrouver sa tranquillité d'esprit, Teta Linek participe à un pèlerinage à Rome. Pendant le voyage, elle se lie d'amitié avec le jeune aumônier Seydel et lui raconte l'histoire de sa vie. Ce faisant, elle admet que son action de calcul est un péché.
Le pèlerinage se termine par une audience générale dans la basilique Saint-Pierre. Lorsque le Pape passe devant Teta Linek sur la sedia gestatoria, elle s'agenouille devant lui. La vieille dame souffre d'une faiblesse, de sorte qu'elle doit être admise à l'hôpital de l'île Tibérine. Elle meurt au moment où un évêque entre dans sa chambre d'hôpital et lui dit que le Saint-Père a appris sa souffrance et prie pour elle. Réconciliée avec Dieu, Teta Linek ferme les yeux pour toujours.

## Fiche technique
- Titre : Le ciel n'est pas à vendre
- Titre original : Der veruntreute Himmel
- Réalisation : Ernst Marischka assisté de Holger Lussmann
- Scénario : Ernst Marischka
- Musique : Anton Profes
- Direction artistique : Herta Hareiter, Franco Lolli, Otto Pischinger
- Costumes : Leo Bei, Gerdago
- Photographie : Bruno Mondi
- Son : Herbert Janeczka
- Montage : Alfred Srp
- Production : Georg M. Reuther
- Société de production : Rhombus Film
- Société de distribution : UFA-Filmverleih
- Pays de production :  Allemagne de l'Ouest
- Langue : allemand
- Format : Couleur - 1,37:1 - mono - 35 mm
- Genre : Drame
- Durée : 105 minutes
- Dates de sortie :
  - Allemagne de l'Ouest : 2 octobre 1958.
  - Autriche : 2 novembre 1958.
  - France : 20 juin 1962[1].

## Distribution
- Annie Rosar : Teta Linek
- Hans Holt : Seydel
- Victor de Kowa : Theo
- Vilma Degischer : Livia Argan
- Kai Fischer : Mascha
- Rudolf Vogel : Kompert, guide touristique
- Kurt Meisel : Mojmir
- Lotte Lang (de) : Mme Linek
- Jane Tilden : Mme Fleissig
- Christine Kaufmann: Doris
- Edith Elmay : Elli
- Ulla Moritz (de) : Helga
- Fred Liewehr : Leopold Argan
- Kurt Heintel (de) : Le prêtre de Hustopec
- Ernst Nadherny (de) : Le ministre honorifique
- Fritz Muliar : Fasching
- Franz Böheim, Werner Bokelberg et le pape Pie XII dans leurs propres rôles

## Tournage
Le film, produit par une société munichoise, avec une distribution largement autrichienne, est tourné dans les Rosenhügel-Filmstudios à Vienne de juin à juillet 1958. Les prises de vue extérieures sont faites à Vienne, Altaussee, Rome et au Vatican. Il contient également de vrais enregistrements de la basilique Saint-Pierre de l'une des dernières audiences papales générales du pape Pie XII, où il accueille personnellement un groupe de pèlerins d'Autriche et s'adresse à eux en allemand.

## Source de traduction
- (de) Cet article est partiellement ou en totalité issu de l’article de Wikipédia en allemand intitulé « Der veruntreute Himmel » (voir la liste des auteurs).